# Паразит (DC Comics)
Парази́т (англ. The Parasite) — псевдоним, использующийся несколькими суперзлодеями, появившихся в комиксах издательства DC Comics, обычно как врагов Супермена. Впервые Паразит появился в «Action Comics» № 340 (август 1966).
Первоначально уборщик, альтер эго Паразита идентифицировалось с двумя разными людьми. В изначальном Серебряном веке комиксов его альтер эго был Максвелл Дженсен (англ. Maxwell Jensen). После обновления истории Супермена в 1986 году его альтер эго стал Руди Джонс (англ. Rudy Jones).
В каждой версии Паразит обладает способностью временно впитать энергию и знание всех, до кого он дотронется, обычно оставляя своих жертв обессиленными. Используя эту способность, Паразит часто пытается заполучить для себя силу Человека из Стали.

## Биография

### Паразит Серебряного века

#### Максвелл Дженсен
Максвелл Дженсен был неудачником, который получил место работника с растениями в исследовательском центре. Полагая, что в контейнерах-хранилищах были спрятаны платёжные ведомости компании, он открыл один и облучился энергией биологически опасных материалов. Его сущность претерпела изменения, так как биологически опасный материал был не просто токсичным: это были отходы, собранные Суперменом, когда он путешествовал в открытом космосе.
Превратившись в паразитическое существо с пурпурной кожей, Дженсен стал Паразитом: каждый раз, как он дотрагивался до кого-нибудь, он поглощал его физические и умственные способности. Дотронувшись до Супермена, он смог бы вытянуть большу́ю часть его сверхчеловеческой силы (как было установлено ранее, он не способен получить всю его силу целиком).
Несмотря на эти способности, Паразит был очень угнетён тем, что больше не сможет обнять свою жену и детей.
Паразит появлялся во множестве форм перед Кризисом и был одним из главных персонажей во второй совместной публикации о Супермене и Человеке-пауке от Marvel/DC («Marvel Treasury Edition» № 28). В этой истории он был привлечён Доктором Думом в качестве участника последнего плана Дума по завоеванию мира, путём избавления от всех источников энергии, кроме его собственного реактора слияния. Дум убеждал его, что Паразит нужен ему в качестве непреодолимого телохранителя, который, захватив силу Невероятного Халка и Чудо-Женщины, получит средство, позволяющее сохранять их силы на весьма длительный срок. Однако истинным намерением Дума было убийство Паразита путём предоставления ему возможности поглотить такое большое количество энергии, что его клетки разорвутся. Это дало бы Думу доступ к кристаллу, который позволит ему усовершенствовать свой реактор. Эти планы были расстроены, когда Паразит ненадолго впитал силу Человека-паука: появившееся у него позаимствованное паучье чутьё предупредило его о том, что Дум собирается его предать, после чего Паразит восстал против Дума. Хотя впоследствии он был побеждён Суперменом, использовавшим перчатку Дума, которая не давала Паразиту поглощать его энергию.

#### Руди Джонс
Руди Джонс был простым рабочим на химическом заводе. Он был болен туберкулёзом и нуждался в деньгах на лечение. Поэтому он согласился помочь своему приятелю украсть некий химический компонент. Но при побеге, вещество разливается и заливает Джонса. Приятель предаёт его и уезжает. Очнувшись Руди Джонс понимает, что исцелился от туберкулёза и может высасывать энергию у любых живых существ, становясь сильнее и приобретая способность читать мысли жертв. Он возвращается в город и жестоко мстит своему приятелю полностью высасывая из него энергию. Появляется Супермен и Паразит высасывает силы и энергию из него, временно получая их. Впоследствии похищает обессиленного Супермена и подпитывается от него не давая оправиться. Супермен побеждает его замкнув на электрощите в лаборатории… Появляется и в других сериях Супермена и Лиги Справедливости. Один из самых сильных врагов Супермена.

## Вне комиксов
- Паразит появляется:
- В 21 серии 8 сезона сериала Тайны Смолвиля.
- В сериях 17-18 2 сезона мультсериала Лига Справедливости.
- В 24 серии 1 сезона мультсериала Юная Лига Справедливости.
- В мультфильме Сверхновый Супермен (мультфильм).
- В мультфильме Супермен/Бэтмен: Враги общества.
- В мультсериале Superman: The Animated Series.
- В 6 серии 2 сезона сериала Супергёрл.
- В мультфильме Супермен: Человек завтрашнего дня.
- В видеоигре Lego Batman 3: Beyond Gotham является играбельным персонажем.

## Критика и отзывы
- В 2009 году Паразит занял № 61 в списке 100 величайших злодеев комиксов по версии IGN.